# Judin
Judin je priimek več oseb:
- Aleksander Judin, ruski hokejist
- Andrej Judin, ruski general
- Andrej Judin, ruski športnik olimpijec
- Genadij Judin, ruski igralec
- Mihail Aleksandrovič Judin, sovjetski general
- Pavel Aleksejevič Judin, sovjetski general
- Pavel Fjodorovič Judin, ruski sovjetski (uradni) filozof